# Пластинокрил-серпоносець
Пластинокрил-серпоносець (Phaneroptera falcata) — вид коників, поширений у Центральній та Південній Європі, зокрема в Україні, а також на півдні помірної зони Азії.

## Опис
Тіло зеленого забарвлення. Довжина надкрил складає 1,9-2,4 см, вони ледве заходять за коліна задніх ніг. Крила виступають з-під надкрил.
Яйцеклад короткий, загнутий догори майже під прямим кутом, зубчастий по верхньому краю.

## Спосіб життя
Рослиноїдні коники. Самиця відкладає яйця у сухі стебла трав'янистих рослин. Імаго з'являються наприкінці липня, масово в серпні-вересні, до жовтня.
До спілкування здатні самці й самиці.

## Ареал
До 1990-х років північною межею поширення виду в Європі були центральні департаменти Франції, південь Німеччини, південна Чехія, південний схід Польщі, Україна, Курськ, Сєвськ, північ Воронезької області Росії. З початку XXI століття дослідники відмічають просування виду на північ, зокрема він з'явився на півночі Франції, у країнах Бенілюксу, в центральній Німеччині, на півночі Чехії, на північному сході Польщі, у Тульській та Калузькій областях Росії. У 2008 році виявлений у Литві, у 2012 у Латвії, а 2015 — у Швеції.